# Bandeira de Itatinga
A bandeira de Itatinga:
O Pavilhão é composto de dois triângulos que trazem duas cores.
O vermelho, tirado do Brasão de Armas do Município, lembra a condição de cidade Paulista;
O branco, que representa a paz, a índole pacífica do Povo de Itatinga e um ideal a ser atingido
No centro do Pavilhão (em prata) estão as três PEDRAS que deram origem ao nome de nossa cidade: Itatinga que significa no vocabulário dos primeiros habitantes Pedra-branca;
A direita o galho de café, que lembra a principal fonte econômica do Município nascente;
A esquerda o eucalipto, representando Itatinga Centenária, o nosso presente;
No seu conjunto a Bandeira traz portanto, nossa origem, nosso passado e nosso presente
<<Composição: dois triângulos em 2 cores.
Vermelho: Uma cidade paulista, e tirado do brasão.
Branco: um ideal a ser atingido ‘a paz’
Centro: 3 pedras que tem relação com o nome da cidade = em tupi pedra-branca.
Direita: galho de café uma das fontes de economia da cidade
Esquerda: eucalipto, o presente a cidade centenária
Representando portanto – a origem, o passado e o presente>>